# NGC 969
NGC 969 este o galaxie lenticulară situată în constelația Triunghiul. A fost descoperită în 22 noiembrie 1827 de către John Herschel. Se află la o distanță de 60,94 de megaparseci de Pământ.